# Lijst van voetbalinterlands Britse Maagdeneilanden - Turks- en Caicoseilanden
Deze lijst van voetbalinterlands is een overzicht van alle officiële voetbalwedstrijden tussen de nationale teams van de Britse Maagdeneilanden en de Turks- en Caicoseilanden. De landen speelden tot op heden vier keer tegen elkaar. De eerste ontmoeting, een kwalificatiewedstrijd voor de Caribbean Cup 2014, werd gespeeld in Oranjestad (Aruba) op 4 juni 2014. Het laatste duel, een groepswedstrijd tijdens de CONCACAF Nations League 2023/24, vond plaats op 16 oktober 2023 in Providenciales.

## Wedstrijden
| № | Plaats         | Datum            | Competitie                            | Wedstrijd                              | Uitslag |
| - | -------------- | ---------------- | ------------------------------------- | -------------------------------------- | ------- |
| 1 | Oranjestad     | 4 juni 2014      | Caribbean Cup 2014 kwalificatie       | Br. Maagdeneil. − Turks- en Caicoseil. | 0 − 2   |
| 2 | The Valley     | 21 maart 2019    | CONCACAF Nations League 2019/20 kwal. | Br. Maagdeneil. − Turks- en Caicoseil. | 2 − 2   |
| 3 | Road Town      | 9 september 2023 | CONCACAF Nations League 2023/24       | Br. Maagdeneil. − Turks- en Caicoseil. | 3 − 1   |
| 4 | Providenciales | 16 oktober 2023  | CONCACAF Nations League 2023/24       | Turks- en Caicoseil. − Br. Maagdeneil. | 2 − 2   |

## Samenvatting
| Competitie                           | Totaal gespeeld | Winst Br. Maagdeneil. | Gelijk | Winst Turks- en Caicoseil. | Doelsaldo Br. Maagdeneil. – Turks- en Caicoseil. |
| ------------------------------------ | --------------- | --------------------- | ------ | -------------------------- | ------------------------------------------------ |
| CONCACAF Nations League              | 2               | 1                     | 0      | 1                          | 5 − 3                                            |
| CONCACAF Nations League-kwalificatie | 1               | 0                     | 1      | 0                          | 2 − 2                                            |
| Caribbean Cup-kwalificatie           | 1               | 0                     | 0      | 1                          | 0 − 2                                            |
| Totaal                               | 4               | 1                     | 1      | 2                          | 7 − 7                                            |

Wedstrijden bepaald door strafschoppen worden, in lijn met de FIFA, als een gelijkspel gerekend.
BVIFA · A-internationals · vrouwenelftal
Amerikaanse Maagdeneilanden ·
Anguilla ·
Antigua en Barbuda ·
Aruba ·
Bahama's ·
Barbados ·
Bermuda ·
Cuba ·
Curaçao ·
Dominica ·
Dominicaanse Republiek ·
Grenada ·
Guatemala ·
Haïti ·
Kaaimaneilanden ·
Montserrat ·
Puerto Rico ·
Saint Kitts en Nevis ·
Saint Lucia ·
Saint Vincent en de Grenadines ·
Suriname ·
Trinidad en Tobago ·
Turks- en Caicoseilanden
TCIFA · 
A-internationals · 
Vrouwenelftal van de Turks- en Caicoseilanden
1990 – 1999 · 
2000 – 2009 · 
2010 – 2019 ·
2020 − 2029
1999 · 
2000 · 
2001 · 
2002 · 
2003 · 
2004 · 
2005 · 
2006 · 
2007 · 
2008 · 
2009 · 
2010 · 
2011 · 
2014 ·
2018 ·
2019 ·
2020 ·
2021 ·
2022 ·
2023 ·
2024
Amerikaanse Maagdeneilanden ·
Anguilla ·
Aruba ·
Bahama's ·
Belize ·
Britse Maagdeneilanden ·
Cuba ·
Dominica ·
Dominicaanse Republiek ·
Guyana ·
Haïti ·
Kaaimaneilanden ·
Nicaragua ·
Saint Kitts en Nevis ·
Saint Lucia ·
Saint Vincent en de Grenadines